# مرض معدي ناشئ

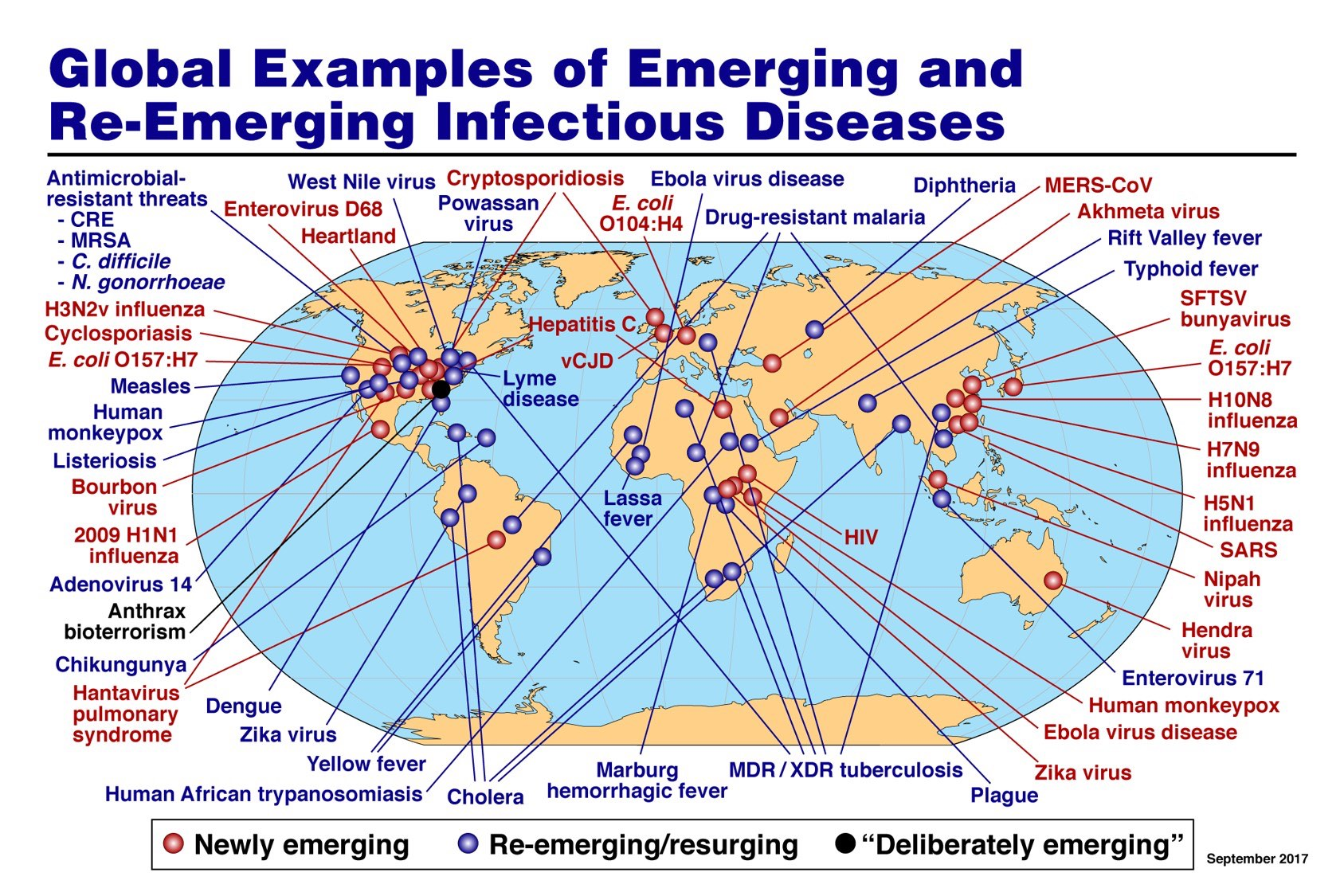

الأمراض المعدية الناشئة (اختصارًا EID)، هي أمراض معدية ارتفعت معدلات الإصابة بها خلال العشرين عامًا الماضية، وقد يزداد انتشارها أكثر في المستقبل القريب. تمثل العدوى الناشئة 12% على الأقل من جميع مسببات الأمراض البشرية. تنجم تلك الأمراض عن أنواع أو سلالات تم تحديدها حديثًا (مثل متلازمة ضيق التنفس الحاد وفيروس نقص المناعة البشرية أو الإيدز) والتي قد تكون تطورت من عدوى معروفة (مثل الأنفلونزا) أو انتشرت إلى مجموعة سكانية جديدة (مثل حمى غرب النيل) أو إلى منطقة تمر باختلاف بيئي (مثل مرض لايم)، أو أن تقوم بالظهور مجددًا مثل السل المقاوم للأدوية. تنتشر أيضًا العدوى المكتسبة من المستشفيات مثل العنقوديات الذهبية المقاومة للمثسلين (methicillin-resistant Staphylococcus aureus)، وهي مشكلة كبيرة للغاية حيث أنها تقاوم العديد من المضادات الحيوية. ومما يثير القلق المتزايد، التفاعلات التآزرية السلبية بين الأمراض الناشئة وغيرها من الأمراض المعدية وغير المعدية والتي تؤدي إلى تطور متلازمات وأمراض جديدة. العديد من الأمراض الناشئة هي حيوانية المصدر، حيث يحتضن الحيوان العدوى، ويقوم بنقله بين البشر من حين لآخر.

## العوامل المساهمة
تنشر المراكز الأمريكية لمكافحة الأمراض والوقاية منها (CDC) مجلة عن الأمراض المعدية الناشئة والتي حددت بأن العوامل التالية تساهم في ظهور الأمراض المعدية الناشئة:
- التكيف الميكروبي مثل الانجراف الجيني والتحول الوراثي الذي يحدث في أنفلونزا A.
- تغير قابلة الإنسان للإصابة بالأمراض مثلما يحدث مع مرض نقص المناعة البشرية.
- المناخ والطقس، مثلًا تنتقل الأمراض التي تصيب الحيوانات مثل مرض النيل الغربي (التي تنتقل عن طريق البعوض) من المناطق المدارية بارتفاع درجة حرارة المناخ.
- التغير في التركيبة السكانية والتجارة، مثلًا أتاح السفر السريع انتشار مرض السارس (SARS) وتكاثره بسرعة في جميع أنحاء العالم.
- النمو الاقتصادي، مثلًا استخدام المضادات الحيوية لزيادة إنتاجية اللحوم من الأبقار يؤدي إلى مقاومة الأمراض للمضادات الحيوية.
- انهيار الصحة العامة، مثل الوضع الحالي في زيمبابوي
- الفقر وعدم المساواة الاجتماعية، مثلًا السل هو مشكلة أساسية في المناطق ذات الدخل المنخفض.
- الحرب والمجاعات
- الإرهاب البيولوجي، كما حدث في 2001 من هجمات الجمرة الخبيثة (Anthrax attacks).
- بناء السدود وأنظمة الري، كالملاريا وغيرها من الأمراض التي تنتقل عن طريق البعوض.

## قائمة
اعترف المعهد الوطني الأمريكي للحساسية والأمراض المعدية (NIAID) بالأمراض الناشئة والتي تعاود الظهور مجددًا اعتبارًا من عام 2004.
المعترف به حديثًا (منذ 1980):
- داء الشوكميبة (Acanthamebiasis)
- سعار الخفافيش الأسترالية (ABLV)
- البابسيا الغير نمطية (Babesia)
- بارتونيلا هينسيل (Bartonella henselae)
- فيروسات كورونا، بما في ذلك السارس
- داء إيرليخ (Ehrlichiosis)
- داء الأرانب (Encephalitozoon cuniculi)
- داء Encephalitozoon hellem
- داء Enterocytozoon bieneusi
- جرثومة المعدة (Helicobacter pylori)
- فيروس هيندرا
- التهاب الكبد الوبائي C
- التهاب الكبد الوبائي E
- فيروس الهربس 8
- فيروس الهربس 6
- داء البورليات أو داء لايم
- عدوى البويغية (Microsporidia)
- الفيروس الصغير ب 19 (Parvovirus B19)

التي تظهر مجددًا:
- حمى الوادي (Coccidioides immitis)
- الفيروس المعوي 71
- أمراض بريون
- المكور العقدي مجموعة A
- المكورات العنقودية الذهبية

الأمراض المحتملة الناتجة عن الإرهاب البيولوجي (الأكثر خطورة) مجموعة A:
- الجمرة الخبيثة
- باكتيريا المطثية الوشيقية (Clostridium botulinum)
- داء التلريات
- الجدري وانواعه المختلفة
- الحمى النزفية الفيروسية
- الفيروس الرملي: التهاب السحايا والمشيميات اللمفاوي، فيروس جونين، فيروس ماتشوبو، فيروس جواناريتو، حمى لاسا
- فيروسات بنياوية (Bunyaviruses): فيروسات هنتا، حمى الوادي المتصدع
- فيروس زيكا (Flaviviruses): حمى الضنك
- الفيروسات الخبيثة: إيبولا، ماربورغ
- اليرسينيا الطاعونية (Yersinia pestis)

الأمراض المحتملة الناتجة عن الإرهاب البيولوجي مجموعة B:
- داء البروسيلات (brucellosis)
- داء الميلودي (melioidosis)
- مرض الرعام (glanders)
- حمى Q (Coxiella burnetii)
- تسمم إيبسلون المطثي الحاطمي (Epsilon toxin of Clostridium perfringens)
- مسببات الأمراض التي تنقلها الأغذية والمياه
- الباكتيريا:
- عطيفة صائمية (Campylobacter jejuni)
- الإي كولاي (Diarrheagenic E. coli)
- الليستيريا (Listeria monocytogenes)
- السالمونيلا
- عدوى الشيغيلا
- يرسينيا القولون (Yersinia enterocolitica)
- الكائنات الاوليه:
- داء خفيات الأبواغ (Cryptosporidium parvum)
- عدوى السيكلوسبورا (Cyclospora cayetanensis)
- العدوى الأميبية (Entamoeba histolytica)
- الجيارديا لامبليا
- التوكسوبلازما
- الفطريات:
- بويغيات (Microsporidia)
- الفيروسات:
- الفيروسات الكأسية
- الالتهاب الكبدي الوبائي A
- فيروسات التهاب الدماغ التي ينقلها البعوض:
- التهاب الدماغ الكاليفورني
- التهاب الدماغ الخيلي الشرقي (EEE)
- التهاب الدماغ الياباني (JE)
- فيروس غابة كياسانور
- التهاب لاكروس الدماغي (LACV)
- التهاب الدماغ الخيلي الفنزويلي (VEE)
- التهاب الدماغ الخيلي الغربي (WEE)
- فيروس غرب النيل (WNV)
- سم الريسين
- المكورات العنقودية المعوية B
- حمى التيفوس

الأمراض المحتملة الناتجة عن الإرهاب البيولوجي (الأقل خطورة) مجموعة C:
- الإنفلونزا
- السل المقاوم للأدوية
- فيروس نيباه
- داء الكلب
- السارس
- فيروس التهاب الدماغ المحمول بالقراد (Tick-borne encephalitis virus)
- فيروس الحمى النزفية المحمول بالقراد
- حمى القرم-الكونغو النزفية (Crimean-Congo hemorrhagic fever virus)
- الحمى الصفراء
- فيروسات هنتا الأخرى
- بكتيريا ريكتسيا الأخرى
- منذ عام 2004 أضُيف إلى القائمة:
- يرسينيا طاعونية (الطاعون الفئة A)
- فيرس شابار (الفيروس الرملي الفئة A)
- فيرس لوجو (الفيروس الرملي الفئة A)
- الكلاميديا (الفئة B)
- العدوى النيجلرية الدجاجية (الفئة B)
- بالاموثيا ماندريلاريس (الفئة B)
- التهاب دماغ القديس لويس
- فيروسات الحمى النزفية المحمولة بالقراد
- فيروس بواسان (الفئة C)
- فيروس شيكونغونيا (الفئة C)
- الكوكسيديا (الفئة C)
- فيروس كورونا البشري HKU1 (الفئة C)
- متلازمة الشرق الأوسط التنفسية (الفئة C)
- داء الأنابلازما
- داء الرشاشيات
- فيروس BK
- السعال الديكي
- داء بوريليا مياموتو (Borrelia miyamotoi)
- عدوى المطثية العسيرة
- داء المستخفيات
- داء المعوية البرازية
- المكورات المعوية البرازية
- الفيروس المعوي 68
- فيروس JC
- داء اللولبية النحيفة
- داء الفطار العفني
- فيروس النكاف
- فيروس شلل الأطفال
- الحصبة
- فيروس زيكا

يراقب معهد NIAID أيضًا مقاومة الأمراض للمضادات الحيوية، والتي يمكن أن تصبح تهديدًا خطيرًا.

## العنقوديات الذهبية المقاومة للمثسلين
تطورت العنقوديات الذهبية المقاومة للمثسلين (MRSA) من العنقوديات الذهبية الحساسة للمثسلين (MSSA). أغلب الأشخاص يحملون العنقوديات الذهبية، دون أن يتأثروا بها بأي شكل من الأشكال. العنقوديات الذهبية الحساسة للمثسلين كانت قابلة للعلاج باستخدام المضاد الحيوي (المثسلين) لحين اكتسبت الجين المضاد للمضادات الحيوية. على الرغم من الخرائط الوراثية لمختلف سلالات العنقوديات الذهبية المقاومة للمثسلين، فقد اكتشف العلماء أن العنقوديات الذهبية الحساسة للمثسلين اكتسبت جين mecA في الستينيات، وهو المسئول عن إمراضه للكائنات الحية، لكن قبل هذا كان في الغالب لديه علاقة متعايشة مع البشر بدون مخاطر. من الناحية النظرية أنه عندما تم إدخال سلالة العنقوديات الذهبية هذه التي اكتسبت جين mecA إلى المستشفيات،  فقد تلامست مع بكتيريا المستشفيات الأخرى التي تعرضت بالفعل لمستويات عالية من المضادات الحيوية. عندما تعرضت لمستويات عالية من المضادات الحيوية، وجدت بكتيريا المستشفيات نفسها فجأة في بيئة تتمتع بمستوى عالي من الانتقاء لمقاومة المضادات الحيوية، وبالتالي مقاومة المضادات الحيوية المتعددة التي تم أخدها بواسطة مرضى المستشفيات. عندما تلامست تلك العنقوديات الذهبية مع مرضى المستشفيات، جعلت من المستحيل تقريبًا إمكانية السيطرة عليها بواسطة المضادات الحيوية، من المعتقد أن العنقوديات الذهبية المقاومة للمثسلين قد اكتسب جين المقاومة عن طريق نقل الجينات الأفقي، وهي طريقة يمكن من خلالها نقل المعلومات الوراثية إلى جيل كامل، وانتشرت بسرعة كما موضح في دراسات متعددة. نقل الجينات الأفقي يسرع من عملية النقل الجيني لأنه ليست هناك الحاجة لانتظار عمر جيل بأكمله لتمرير الجينات. نظرًا لأن معظم المضادات الحيوية لا تعمل على هذه الباكتيريا، يتوجب على الأطباء اللجوء إلى طرق بديلة قائمة في الطب لوجود علاج فعال يستطيع القضاء عليها. لكن الوقاية هي الطريقة المفضلة لتفادي مقاومة المضادات الحيوية. عن طريق الحد من استخدام المضادات الحيوية غير الضرورية في البشر والحيوانات، أيضًا يمكن إبطاء مقاومة المضادات الحيوية.